# Baltasar Brum Rodríguez
Baltasar Brum Rodríguez (Costas del Catalán, llavors Salto, avui Artigas, 18 de juny de 1883 - Montevideo, 31 de març de 1933), va ser un advocat, diplomàtic i polític uruguaià, president de l'Uruguai entre 1919 i 1923.
Format en la seva adolescència a l'Institut Politècnic de Salto, va estudiar Dret a Montevideo, graduant-se d'advocat el 1909. Dirigent estudiantil durant el període dels seus estudis, va instal·lar el seu bufet a Salto, on també es va dedicar a la docència i al periodisme.
Partidari incondicional de la ideologia de l'estadista José Batlle y Ordóñez, va destacar ràpidament des de la seva primerenca actuació política al Partit Colorado, dins el qual va simbolitzar a la generació més jove que donava suport al batllisme.
El juny de 1913 va ser nomenat Ministre d'Instrucció Pública. En assumir el comandament l'1 de març de 1915, el president Feliciano Viera el va designar Ministre de l'Interior, càrrec que va ocupar fins al setembre de 1916, quan va ser designat Ministre de Relacions Exteriors, lloc amb el qual guanyaria una enorme notorietat.

## La seva tasca com a ministre
En aquells moments, contemporanis al desenvolupament a Europa de la Primera Guerra Mundial, a l'Uruguai (que s'havia declarat neutral en començar el conflicte l'agost de 1914) hi havia una forta campanya periodística en favor dels Aliats, igual com a l'Argentina, i a la que es demanava la ruptura de relacions amb Alemanya i Àustria-Hongria. En aquesta campanya van influir decisivament els òrgans de premsa vinculats a les col·lectivitats francesa, anglesa i italiana.
Després de l'entrada dels Estats Units en el conflicte del costat dels Aliats, l'abril de 1917, a la campanya esmentada es va sumar la pressió diplomàtica d'aquests sobre els països d'Amèrica Llatina perquè trenquessin els vincles amb els aliats d'Alemanya. En alguns casos, com per exemple en el de l'Argentina, presidida pel neutral Hipólito Yrigoyen, les pressions no van retre cap fruit, pel que el setembre de 1917 es va presentar al Riu de la Plata un escaire nord-americà comandat per l'almirall James Caperton, en la qual semblava ser una visita de cortesia.
Tanmateix, l'almirall estatunidenc va comunicar a Yrigoyen en termes insolents que el seu govern esperava que l'Argentina trenqués relacions amb Alemanya. El president argentí es va resistir amb fermesa, desafiant Caperton perquè iniciés accions militars si això era el que es proposava.
L'almirall nord-americà va preferir no donar aquest pas, i l'escaire va posar amb rumb a Montevideo, on va ser rebuda amb entusiasme. Baltasar Brum, en nom del govern, va donar la benvinguda a l'escaire, i a partir d'aquell moment els esdeveniments es van precipitar en el sentit de l'acabament de la neutralitat uruguaiana a la guerra.
Setmanes després, l'octubre de 1917, vuit vaixells alemanys que, es va al·legar, transportaven nitrats i altres components per a la fabricació d'explosius amb rumb a Alemanya i que estaven circumstancialment al port de Montevideo van ser requisats pel govern de l'Uruguai, sent posteriorment lliurats a una comissió dels Aliats. Al mateix temps, el govern de Feliciano Viera trencava relacions diplomàtiques amb Alemanya.
Aquest fet mostra, entre altres coses, la tradicional orientació diplomàtica del batllisme cap als Estats Units, el qual provenia del concepte que José Batlle y Ordóñez sostenia: l'avenir de la humanitat pertanyia a les "nacions joves" com la nord-americana, en oposició als "despotismes", "nacions velles" com l'Alemanya del kaiser Guillem I. L'Uruguai hauria de seguir la senda de les primeres.
Poc després, el ministre Baltasar Brum va ser convidat a visitar els Estats Units pel secretari d'estat nord-americà, Robert Lansing. El viatge va tenir lloc a començaments de 1918, tornant Brum a Montevideo el novembre d'aquell mateix any.

## La seva tasca com a president
L'1 de març de 1919 Baltasar Brum va ser elegit com a president de la República, després de l'accidentat procés de gestació de la Constitució de 1917, amb la qual hauria de governar. Si bé el nou mandatari era un partidari decidit del poder executiu col·legiat, va haver d'acceptar una Constitució que no establia el mateix com a poder executiu únic, sinó coexistint amb la presidència de la República.
Baltasar Brum tenia en assumir el comandament, 35 anys. Tradicionalment s'ha dit que va ser l'home més jove en assumir la presidència constitucional de l'Uruguai, dada que és errònia, perquè l'1 de març de 1879, en ser designat per al mateix càrrec, Lorenzo Latorre tenia 34 anys. La imatge juvenil de Brum va simbolitzar per a molts dels seus partidaris el nou país que s'obria amb la instauració de la nova Constitució i les reformes en la legislació social impulsades pel sector polític de José Batlle y Ordóñez.
La seva presidència va transcórrer en línies generals dins d'una estabilitat política i econòmica important. Un fet notable de la mateixa és que la distància electoral que intervenia entre el batllisme i el Partit Nacional, liderat per Luis Alberto de Herrera, es va anar escurçant ostensiblement. Igualment, i malgrat els esforços de Batlle y Ordóñez en contra, van continuar les divisions internes del Partit Colorado.
El 28 de febrer de 1923, l'últim dia del seu mandat, Baltasar Brum va inaugurar a Montevideo el monument a Artigas a la Plaça Independència, en el qual va configurar un dels moments més importants del culte laic a la figura d'aquell cabdill polític, que venia gestant-se des de temps enrere.

## Últims anys
Va participar després de lliurar la presidència de les lluites internes del Partit Colorado, i va tornar a ocupar un càrrec al govern el 1931, quan va integrar el Consell Nacional d'Administració.
En tal càrrec el va sorprendre el cop d'estat del 31 de març de 1933, durant el qual el president Gabriel Terra, amb suport de l'Exèrcit, la Policia i el sector majoritari del Partit Nacional va dissoldre el parlament i va suspendre la Constitució de 1917.
Baltasar Brum va tractar d'instar el batllisme a resistir el cop d'Estat, i es va atrinxerar a la seva casa particular del centre de Montevideo disposat a rebutjar la policia quan aquesta anés a arrestar-lo. Secundat pel seu germà i un grapat de partidaris, va mantenir un breu tiroteig amb els policies i va romandre en espera d'un aixecament popular contra la dictadura que no va arribar a produir-se. A excepció d'alguns sectors de l'esquerra i del propi batllisme, el cop va ser mirat amb certa indiferència per la població. Fins i tot entorn del domicili de Brum, s'havia reunit una multitud de tafaners que contemplaven els fets ressenyats com si es tractés d'un accident de trànsit.

## La seva mort
En amitjanar la tarda d'aquell dia, 31 de març de 1933, es va parlar insistentment que el govern de Terra autoritzaria a Brum a abandonar el país garantint la seva seguretat personal, però en tot cas aquest va declinar l'oferta. En aquells moments d'incertesa, i comprovant que la seva resistència no llançava cap fruit, Baltasar Brum va córrer cap al centre del carrer en solitari, i després de cridar  Visca Batlle! Visca la llibertat!  es va suïcidar.
El suïcidi de Brum ha estat interpretat de diverses maneres per contemporanis del fet, que fins i tot van al·legar un desequilibri mental de part de l'expresident, però és vist en l'actualitat com un símbol de la resistència a la dictadura i un sacrifici per la llibertat, en un gest romàntic i dramàtic.
Els seus descendents (alguns dels quals van tenir actuació política posterior) han agregat la partícula "de" al seu cognom, sent coneguts com "de Brum".